# Estação Río de los Remedios
A Estação Río de los Remedios é uma das estações do Metrô da Cidade do México, situada em Nezahualcóyotl, entre a Estação Múzquiz e a Estação Impulsora. Administrada pelo Sistema de Transporte Colectivo, faz parte da Linha B.
Foi inaugurada em 30 de novembro de 2000. Localiza-se na Avenida Carlos Hank González. Atende os bairros Valle de Aragón 1ª y 2ª Sección. A estação registrou um movimento de 8.406.660 passageiros em 2016.